# جولسن تونجر
جولسن تونجر (من مواليد 20 أكتوبر 1945، أضنة ) هي ممثلة مسرحية وتلفزيونية وسينمائية وممثلة صوتية وكاتبة أغاني وملحن ومخرجة فنية وأكاديمية تركية.
أصبحت معروفة لدى جمهور أوسع من خلال شخصيتها "أرسين هانم" في المسلسل التلفزيوني العشق الممنوع .  قامت بأول أداء احترافي لها في عام 1968 مع هالدون تانر الكلاسيكي "ظيللي ظريفي" بطولة جولريز سوروري . نشطت في الحياة الفنية منذ أكثر من 50 عامًا.

### تعليم
أكملت دراستها الثانوية في مدرسة اسطنبول الثانوية للبنات والمدرسة الثانوية في كلية اسطنبول ترهان . تلقت هنا تدريبًا على يد يلدز كينتر ومليح جودت أنداي وأحمد كوتسي تيجر وصباح الدين قدرت أكسال وسميح نافذ تانسو . تخرجت من المعهد الموسيقي التابع لبلدية إسطنبول قسم المسرح. درست المسرح من أيلا ألجان وبيكلان ألجان ، والغناء من سلمى بيرك، والمبارزة من سييت مصرلي في مركز اللغة والثقافة نيشانتاشي أل سي سي . كانت تونجر، الذي شارك بنشاط في أنشطة تي أم تي أف ( الاتحاد الوطني للطلاب التركي ) خلال سنوات دراسته، طالبًا ناجحًا وعمل كممثل للطلاب. 

### حياة مهنية
عملت تونجر كمدير في مسرح تيبيباشي التابع لبلدية إسطنبول الكبرى ومسرح أنقرة تشاغداش، وعمل كمساعد مخرج في 37 فيلمًا. عمل كاتب أغاني وكاتب حوار ومصمم بيئي ومدير إنتاج. في عام 1968، بدأت مسيرتها الاحترافية في التمثيل المسرحي بمسرحية "زيللي ظريفي" على مسرح جولريز سوريري-إنجز سيزار . خلال فترة المعهد الموسيقي، قام ستة أصدقاء، إرتوغ كورويان ، ودنيز توركالي ، وإبراهيم بيرجمان ، ومحمد تيميزجيوغلو ، ومصطفى ألابورا ، بتأسيس مسرح جروب 6 وتنظيم مهرجانات إيرديك.
كانت المدير الفني ومقدم أكثر من 300 مظاهرة سياسية جماهيرية منذ السبعينيات من القرن العشرين . استخدمت التدفق النصي والشرائح في هذه العروض لأول مرة في تركيا. لقد جرب أول تطبيق شرائح له في مسرح أوميت عام 1974، في يوم المرأة العالمي، الذي تم الاحتفال به لأول مرة في تركيا. ولأول مرة، نظم عروضًا دعائية مثيرة مدعمة بأفلام الشرائح في أماكن مثل "مسرح إسطنبول المفتوح" و"قصر المعارض الرياضية". ومن خلال عملها في المنظمات النسائية الديمقراطية، شاركت تونجر في التحضير لمؤتمر المرأة العمرانية، الذي اجتمع لأول مرة في تركيا.
غنت العديد من القصائد والمسرحيات الإذاعية والبرامج الثقافية في إذاعة اسطنبول TRT، وأجرى مقابلات مع الفنانين في برامج تلفزيون TRT (البث المباشر الأول). بالإضافة إلى أعماله السينمائية والمسرحية، قام بتنظيم مسارح قراءة فردية وأمسيات شعرية وعروض موسيقية أعد نصوصها بنفسه، سواء في الداخل أو الخارج (في ألمانيا، فرنسا، إنجلترا، اليونان، النمسا، بلجيكا). وهولندا وسويسرا).
قامت بإدارة وتقديم وتقديم الاستشارة لمهرجانات المنظمات الديمقراطية والبلديات في إسطنبول وأجزاء كثيرة من تركيا. الممثلة الناجحة، التي تحمل الاسم نفسه لمهرجان ألتينولوك الثقافي البلدي، أطلقت على المهرجان اسم "احترام الحياة".
عملت بشكل احترافي في الموسيقى مع محمد تيومان . لقد غنوا أغانينا الشعبية على شكل موسيقى الجاز، مصحوبة برباعية، والتي تمت تجربتها لأول مرة في تركيا، في منطقة الحربية "صياح جوموس".
بالإضافة إلى أعمالها الفنية، عملت كمستشار لأحمد إسفان ، عمدة بلدية إسطنبول الكبرى في ذلك الوقت. ترشحت كمرشح مستقل في الانتخابات البرلمانية وانتخابات بلدية بيوغلو. كانت مسؤولاً عن العلاقات العامة في كونسرفتوار إسطنبول، بتشجيع واختيار نديم أوتيام . عملت مديراً للتنقيب لمدة موسمين في أعمال التنقيب في مدينة إزمير – طيوس القديمة تحت إشراف المهندس المعماري عالم الآثار مصطفى أوز.
بدعوة من يالتشين تورا، إ. تو . يو. بدأت بتدريس دورات "جماليات المسرح" و"التمثيل" في المعهد الموسيقي (جامعة إسطنبول التقنية). يقوم حاليًا بتدريس السينما والتمثيل المسرحي في تركساك (مؤسسة السينما التركية والثقافة السمعية والبصرية) وتقوم بتدريس تاريخ المسرح والمعرفة التمثيلية والدراما في مركز صدري أليشيك الثقافي .
وهي شخص نشط عمل كعضو في مجلس إدارة المنظمات المهنية سودير و تودير و سينسن لفترتين، وعمل كعضو في مجلس الإدارة ونائب الرئيس لفترتين في مؤسسة فيلم-سان، الذي لا يزال عضوا فيه.

## مسرحيات
المسارح التي عمل بها :
- مسرح جولريز سوروري إنجين سيزار
- مسرح كينتر
- مسرح أولفي أوراز البيئي
- مسرح ليفينت كيرجا هودري ميدان
- مرحلة الوحدة في اسطنبول
- نيسا سيريزلي - مسرح تولغا اشكينر
- مسرح أنقرة المعاصر
- مرحلة إركان يوسيل
- علي بويرازوغلو - مسرح كورهان الوطني
- مسرح صدري أليشيك جيفر [4]
- هادي كامان ممثلو سيفن هيلز
- مسرح صدري أليشيك
- مسرح غصن الزيتون
- استوديو المسرح
- ناظم الممثلين

| عروض مسرحية               | عروض مسرحية     | عروض مسرحية        | عروض مسرحية                    |
| ------------------------- | --------------- | ------------------ | ------------------------------ |
| زيلي ظريف                 | معطف            | القصدير            | ضحية                           |
| ثلاث أخوات                | هناك ثورة       | بين الرعاع         | من الذي جعل سانتا كلوز يضحك؟   |
| واكي الحلو                | شخص سيزوا الطيب | يبني               | الظالمين، المظلومين، المتمردين |
| الصيد في تشيلي            | التبني (مكبوس)  | المفاتيح والمالكين | مخصص                           |
| قوبلاي                    | فرس             | رواية ثقيلة        | يا عزيزى                       |
| لقد سخرنا من الألم بالعسل | الهيروين        | لقد أزهر ابني      | أوركسترا                       |
| العم فانيا                |                 |                    |                                |

## فيلموغرافيا
| أفلام الصور المتحركة        | أفلام الصور المتحركة                  | أفلام الصور المتحركة                    | أفلام الصور المتحركة        |
| --------------------------- | ------------------------------------- | --------------------------------------- | --------------------------- |
| سونا - 2007                 | السينما معجزة (الفانوس السحري) - 2005 | سيه سنيم - 2003                         | حمدروز – 1999               |
| لم أنس - 1997               | الخبز - 1996                          | وردة صفراء شاحبة - 1996                 | من أجل الحب - 1994          |
| حكاية عرس - 1993            | سبارك – 1993                          | الحب الأول - 1991                       | حسن يغرق - 1990             |
| بيردل - 1990                | ليالي التعتيم – 1990                  | حصان محني العنق - 1990                  | لا أحد للحب – 1990          |
| طفل واحد مقابل مليار – 1990 | حفل زفاف – 1990                       | كان الجو باردا وكانت السماء تمطر - 1990 | لا ليل – 1989               |
| يا الله وأنت تعلم - 1989    | مهرجان الحياة – 1989                  | شهر - 1988                              | رحلة بالقطار - 1988         |
| عشر نساء – 1987             | امرأة الحاكي - 1987                   | إيبكجه – 1987                           | عفيفة جل - 1987             |
| أيام النار - 1987           | ما ذنب فاطمة غول - 1986               | ليلة طويلة - 1986                       | المرأة المطلوب شنقها - 1986 |
| العبد الحديث - 1986         | كورتيير اليوم - 1985                  | سرير فوضوي - 1984                       | الشجرة الخالدة - 1984       |
| اسطنبول الثلاثة - 1983      | حصان - 1981                           | أنا الضحية – 1980                       | دريا جولو - 1979            |
| الحراكيري - 1975            | مفككة – 1972                          |                                         |                             |

| مسلسلات تلفزيونية      | مسلسلات تلفزيونية      | مسلسلات تلفزيونية        | مسلسلات تلفزيونية         |
| ---------------------- | ---------------------- | ------------------------ | ------------------------- |
| عشق ممنوع - تلفزيون    | زوج الأم - تلفزيون     | ذباب الماء - تلفزيون     | عرض كارشي - تلفزيون       |
| رين - تلفزيون          | لم أسقط – تلفزيون      | البذور والتربة - تلفزيون | الصفحة الرئيسية - تلفزيون |
| كورتير اليوم - تلفزيون | زهرة الظل - تلفزيون    | لاكي كتل - تلفزيون       | ثلاثة اسطنبول - تلفزيون   |
| أيام النار - تلفزيون   | رحلة بالقطار - تلفزيون |                          |                           |

## الجوائز والإنجازات
| الجوائز |
| --- |
| - جمعية محبى الفن – المشادون أسمنت 1977                                                                        |
| سياد (رابطة كتاب السينما) أفضل ممثلة مساعدة، أولميز آغاتش، 1986                                                |
| واحد. مهرجان أنقرة السينمائي - جائزة الفيلم الثاني دمية 1988                                                   |
| 2. مهرجان أنقرة السينمائي - جائزة أفضل ممثلة مساعدة عن فيلم رحلة بالقطار عام 1989                              |
| 28. مهرجان البرتقالة الذهبية السينمائي - أفضل ممثلة مساعدة عن فيلم "كان الجو باردا وكانت السماء تمطر" عام 1991 |
| واحد. جوائز مسرح عفيفة - ترشيح لأفضل ممثلة مساعدة لهذا العام، كوحيلان، 1997                                    |
| الجائزة الخاصة لجمعية أبحاث الفولكلور تروي - جائزة الفنان الإنساني لهذا العام                                  |
| جائزة فن معماري ثم جائزة الشرف للقضاء على الفقر (مشتركة مع بلدية ساريجازي وفريق المهندس المعماري يوسيل جورسل)  |
| جائزة الشرف من جمعية اللغة التركية                                                                             |
| جائزة العمل لمهرجان أنقرة لفيلم المكنسة الطائرة                                                                |
| مهرجان يالوفا للأفلام البيئية القصيرة جائزة الفنان الصديق للبيئة                                               |
| جمعية روتراكت اسطنبول - جائزة أفضل ممثلة درامية في السينما، 2011                                               |
| "جائزة الفنان الإنساني للعام" في مهرجان "السلام" الذي يحمل عنوان ألمانيا-بريمن                                 |
| 13. جوائز صدري أليشيك للمسرح والسينما - جائزة أنجح ممثلة مساعدة للعام 2008 عن فئة سونا                         |
| توركد 2014 النساء الرائدات مساحة فنية جائزة                                                                    |
| جائزة سياد الشرفية 2015                                                                                        |

## عضويات لجان التحكيم
| المنظمات التي عملت فيها كعضو في لجنة التحكيم                   |
| -------------------------------------------------------------- |
| عضوية لجنة تحكيم مهرجان اسطنبول السينمائي الدولي،              |
| عضوية لجنة تحكيم مهرجان الفيلم الوثائقي بجامعة قونية سلجوق،    |
| عضوية لجنة تحكيم مهرجان الأفلام الطلابية بجامعة إسطنبول مرمرة، |
| عضو لجنة تحكيم مسابقة أنطاليا جولدن أورانج للأفلام القصيرة.    |
| عضوية لجنة تحكيم جوائز تيب المسرحية (2009-2010)                |